# Leandro Sapetti
Leandro Sapetti (La Plata, 30 gennaio 1989) è un ex calciatore argentino, di ruolo difensore.

## Caratteristiche tecniche
È un terzino sinistro.

## Carriera
Cresciuto nelle giovanili del Gimnasia (LP), ha esordito in prima squadra il 6 novembre 2010 in occasione del match di campionato vinto 1-0 contro il Quilmes.